# Expo 2000 (chanson)
Expo 2000 est un morceau de Kraftwerk, décliné en plusieurs versions. Il s'agit à l'origine d'un jingle électronique a cappella commandé pour l'Exposition universelle de 2000 à Hanovre en Allemagne, qui a ensuite été développé en morceaux longs et structurés autour d'un thème musical avec mélodie et des paroles supplémentaires. 

## Jingle
Au cours de la préparation de l'Exposition universelle de Hanovre, les organisateurs ont l'idée de faire appel à Kraftwerk afin d'élaborer un logo sonore pour l'évènement.
La virgule musicale composée par Kraftwerk se matérialise sous la forme d'un motif musical utilisant un vocodeur chantant l'expression « Expo 2000 » en six langues : allemand, anglais, français, russe, espagnol et japonais, pour une durée totale d'une trentaine de secondes (environ cinq secondes par langue). Elle est dévoilée par les organisateurs en juin 1999, soit juste un an avant le début de l'exposition universelle. 
À l'époque, le montant de la commission de 400 000 DM (soit environ 204 500 € en 1999) accordé au groupe a déclenché une controverse en Allemagne,.

## Single
Le travail sur la réalisation de cette virgule musicale inspire Kraftwerk au point de les inciter à développer le thème et en faire un véritable morceau que Ralf Hütter et Florian Schneider décident alors de publier.
Le single Expo 2000 est ainsi sorti par EMI sur CD et vinyle en décembre 1999 en Allemagne avec une pochette affichant l'image du logo officiel de l'Exposition universelle de Hanovre et en janvier 2000 ailleurs en Europe avec une pochette différente représentant schématiquement les quatre membres du groupe derrière leurs consoles. Le CD est l'édition la plus complète et comprend quatre variantes d'une même composition : une version courte et trois versions longues (dont une dans un style plus techno et une autre dans un style plus ambient). Les sonorités sont dans la lignée d’Electric Café, de The Mix, et plus spécialement du morceau Non Stop de 1991, resté inédit jusqu'en 2020.
Expo 2000 possède donc d'une part un véritable thème mélodique dont était dépourvu le jingle et d'autre part des paroles supplémentaires - outre « Expo 2000 » décliné en six langues : « Man, Nature, Technology » (anglais) et « Mensch, Natur, Technik » (allemand), référence au slogan officiel de l'exposition, ainsi que « Planet of Visions », « Planet der Visionen » et « The 21st Century », « Das 21. Jahrhundert ».

### Expo 2000
Toutes les chansons sont écrites et composées par Kraftwerk.
| No | Titre                            | Durée |
| -- | -------------------------------- | ----- |
| 1. | Expo 2000 (Radio Mix)            | 3:35  |
| 2. | Expo 2000 (Kling Klang Mix 2000) | 6:48  |
| 3. | Expo 2000 (Kling Klang Mix 2002) | 5:36  |
| 4. | Expo 2000 (Kling Klang Mix 2001) | 6:50  |

## Expo Remix
Une collection de remixes réalisés par des artistes extérieurs a également été publiée, en novembre 2000. Ce single est intitulé Expo Remix et ne doit pas être confondu avec Expo 2000.
| No | Titre                                  | Durée |
| -- | -------------------------------------- | ----- |
| 1. | Expo 2000 (Orbital Mix)                | 4:57  |
| 2. | Expo 2000 (François K + Rob Rives Mix) | 7:21  |
| 3. | Expo 2000 (DJ Rolando Mix)             | 7:29  |
| 4. | Expo 2000 (Underground Resistance Mix) | 3:58  |
| 5. | Expo 2000 (UR Infiltrated Mix)         | 3:26  |
| 6. | Expo 2000 (UR Thought 3 Mix)           | 2:43  |

## Postérité
Expo 2000 a par la suite été retravaillé pour être rejoué en concert. Les nouvelles versions ne contiennent plus les paroles « Expo 2000 » et ne font donc plus explicitement référence à l'exposition universelle. Le titre a par conséquent été modifié en Planet of Visions (en allemand : Planet der Visionen) sur les albums live Minimum-Maximum et 3-D The Catalogue. 